# Royaume de Castille
Pour les articles homonymes, voir Castille (homonymie).
1037–1516
Entités précédentes :
- Royaume de León (comté de Castille)
- Royaume de Navarre (partie)
- Taïfa de Tolède (1085)
- Taïfa d'Almeria (1147)
- Troisième période de taïfas (en partie, 1224-1268)

Entités suivantes :
- Monarchie catholique espagnole
- Empire almohade (en partie, 1157)

Le royaume de Castille (en espagnol : Reino de Castilla) est un ancien royaume du Moyen Âge qui trouve ses origines au nord de la péninsule Ibérique, dans l'actuelle Espagne. Annexée au départ par le royaume de Dom Sanche III, celui-ci la donna à son fils Ferdinand Ier. La Castille prit alors à ce moment-là le nom de royaume de Castille.

## Géographie
À la fin du Moyen Âge, le royaume de Castille s'étend depuis le golfe de Gascogne au nord jusqu'à l'Andalousie au sud et comprend la majeure partie du centre de la péninsule Ibérique.

## Étymologie
Le nom de Castille tire ses origines dans les tout premiers temps de ce que l'on nommera plus tard la Reconquista. Il apparaît vers l'an 800 lorsque le roi de l'époque, Alphonse II le Chaste, érige une ligne de forteresses dont le nom castillan est castillos, le long des frontières du royaume des Asturies, ancêtre du royaume de Castille.

## Histoire

Blason de Castille

Le mouvement de la Reconquista émane, dans l'histoire espagnole, de la résistance du petit royaume des Asturies, qui fonde ensuite la Castille à partir des marches gagnées sur l'adversaire Al-Andalus, huit ans après la conquête musulmane de l'Espagne en 711. C'est depuis les Asturies que commence le lent processus de la Reconquista, à compter de 718 avec l'élection du roi Pélage le Conquérant, qui ne tarde pas à remporter sa première victoire contre l'envahisseur en 722 lors de la bataille de Covadonga.
Le début de l'ascension commence alors, sûrement dû aux nombreuses forteresses qu'on y bâtit, les castillos. Le centre de ce territoire au contact contesté entre maures et chrétiens fut Burgos, fondée en 882.
Sa première étape est la constitution de la Castille, de prime abord sous la forme d'un comté inféodé au royaume de León, de 850 à 1035, la Vieille-Castille. La Castille est placée sous la souveraineté des rois des Asturies puis de León entre le VIIIe siècle et le XIe siècle.
En 1010, le roi de Pampelune Sanche III Garcés épouse Munia Mayor de Castille. À la mort de son père en 1017, le frère de cette dernière, le nouveau comte García II de Castille n'ayant que sept ans, Sanche III assure la régence, jusqu'à régner officiellement sur la Castille à la suite de l'assassinat de García II en 1029. Le royaume de Pampelune est alors à son apogée. En 1035, Sanche III Garcés divise dans son testament le royaume de Pampelune entre ses trois fils. Ferdinand Ier reçoit le comté de Castille, et après sa victoire contre le León à la bataille de Tamarón (en) en 1037, fonde le Royaume unifié de Castille et León. En 1058, Ferdinand est à l'origine d'une série de guerres contre les Maures, se lançant à la conquête de ce qui allait devenir la Nouvelle-Castille. Afin d'attirer les colons, plusieurs avantages leur sont accordés, les fueros, les colons sont libres et des terres leur sont donnés à condition qu'ils la mettent en valeur et qu'ils la défendent contre les maures.
À la mort de Ferdinand en 1065, le royaume est partagé entre ses trois fils : l'aîné, Sanche, reçoit la Castille ; le cadet, Alphonse, reçoit le León ; et le benjamin, García, reçoit la Galice. Après une lutte fratricide Sanche meurt en 1072, probablement assassiné, et son frère Alphonse de León réunis une nouvelle fois la Castille et le León.
La région s'agrandit particulièrement sous le règne d'Alphonse VI (1065–1109) et d'Alphonse VII (1126–1157). La Castille fut alors la force politique prépondérante de toute l'Espagne chrétienne, la prise de Tolède en 1085 témoigne de cette force.
La moitié nord de la péninsule est reconquise. Mais l'apparition d'invasions venues d'Afrique vont alors menacer le monde chrétiens d'Espagne. Ces invasions se feront en deux temps : les Almoravides, qui débarquent en 1086, écrasent les Castillans à Uclés en 1108, puis les Almohades.
De plus, à la fin du siècle, la bataille d'Alarcos arrête temporairement la Reconquista. Cette défaite permet l'alliance des princes ibériques, qui conduira à la victoire de Las Navas de Tolosa en 1212 contre les Almohades, permettant la reprise de la basse Andalousie.
En 1230 a lieu l'union définitive entre la Castille et le Léon.
Sous Alphonse X, la vie culturelle et économique (reposant sur l'élevage principalement) du royaume se développe, avec l'exportation de matières premières. La ville de Burgos sera une des principales villes témoignant de la richesse économique du royaume. Alphonse X, octroie notamment sa protection aux marchands de Burgos et leur donne également des privilèges. Au sud de la Castille, la pêche y est fortement pratiquée ainsi que le commerce avec l'Afrique, l'Italie, ainsi que l'Europe du Nord. C'est également sous son règne que les institutions politiques prennent forme. Les Cortès comprennent des représentants du clergé, de la noblesse ainsi que des municipalités.
Mais une longue période de conflits internes suit, La nobleza souhaite partager le pouvoir avec l'institution monarchique ou la mettre sous tutelle sans remettre en cause son autorité. En 1469, le mariage de Ferdinand II d'Aragon (plus tard Ferdinand V de Castille) et d'Isabelle Ire de Castille initie l'union de la couronne de Castille avec la couronne d'Aragon et ainsi à la création de la Monarchie catholique espagnole. Isabelle de Castille et son mari vont faire de la Castille une des premières puissances d'Europe.

La Castille va, dans une large mesure, faire l'Espagne. Sa langue, le castillan, deviendra l'espagnol, une langue à vocation universelle[C'est-à-dire ?].

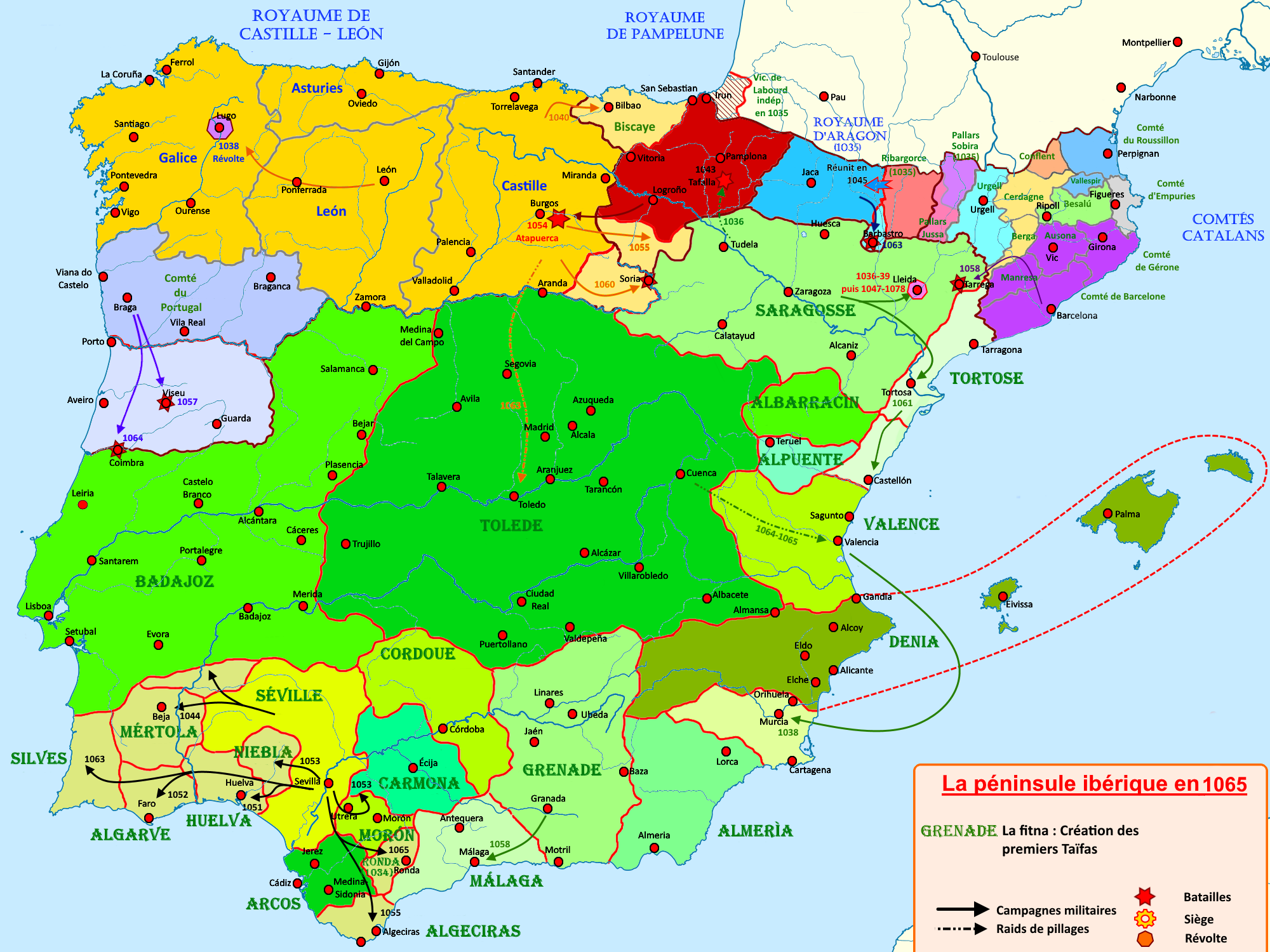
Le royaume de Castille (en jaune) de 1037 à 1065
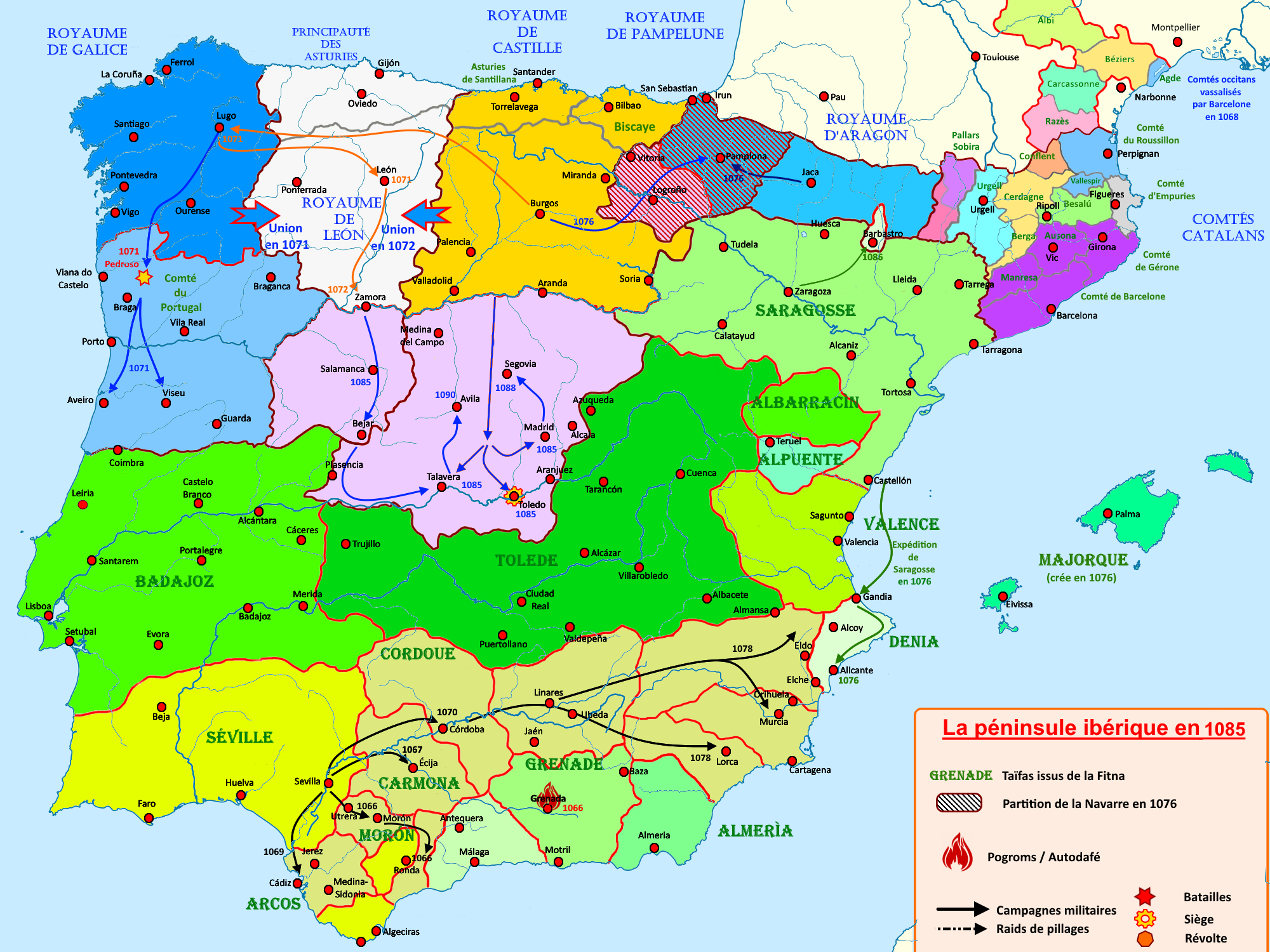
Le royaume de Castille (en jaune) de 1065 à 1085
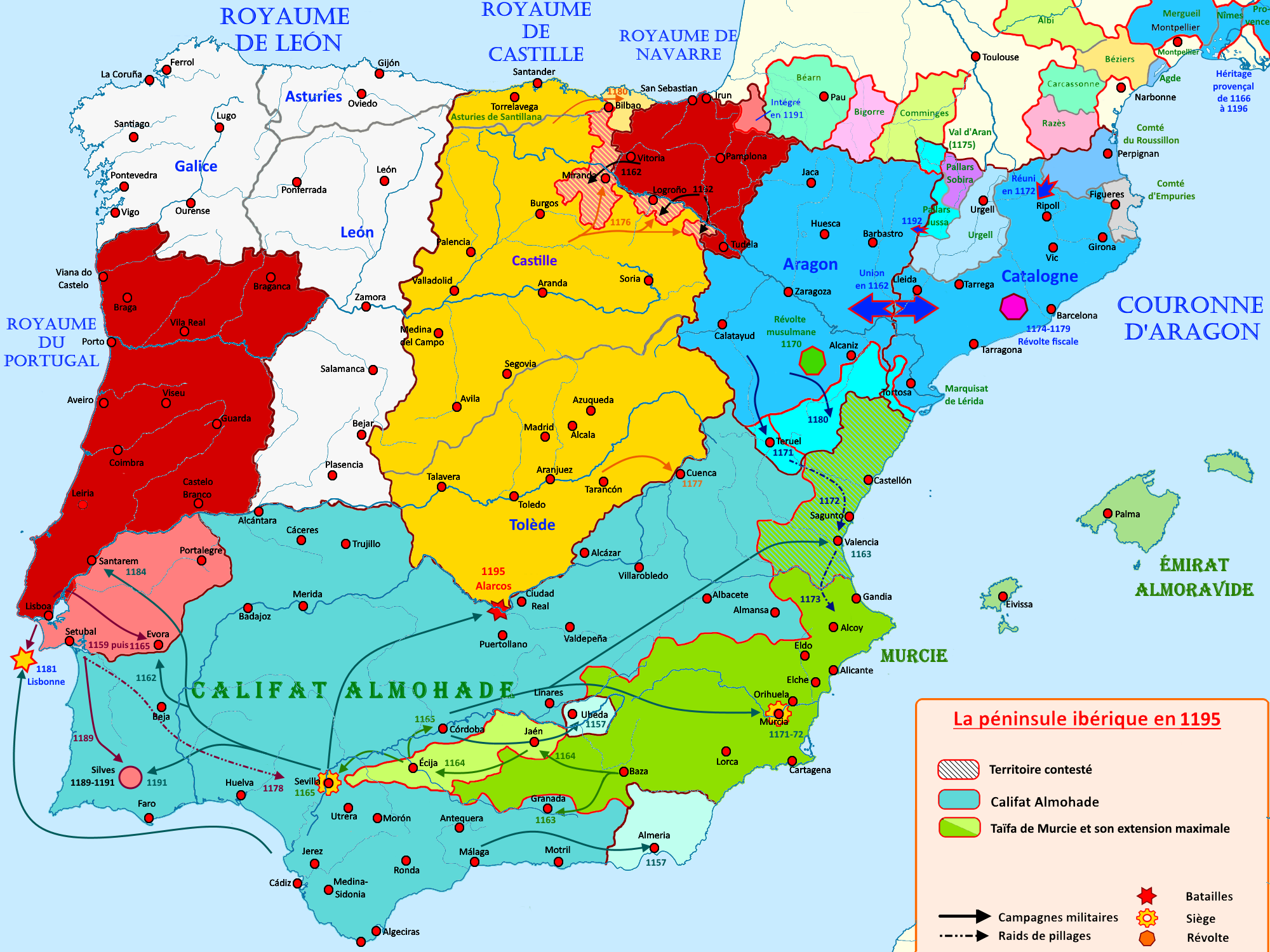
Le partage de 1157
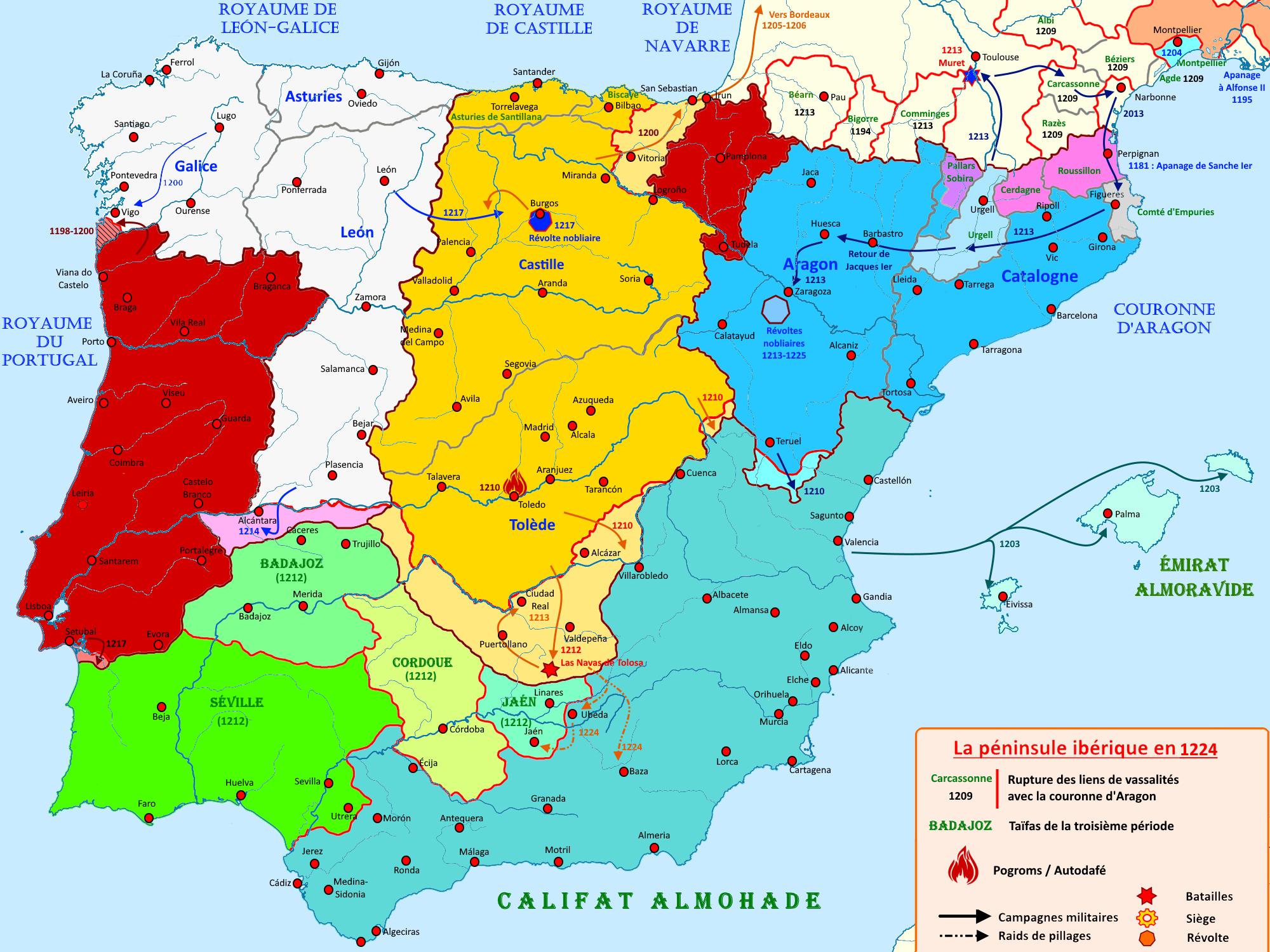
Le royaume de Castille (en jaune) de 1195 à 1224
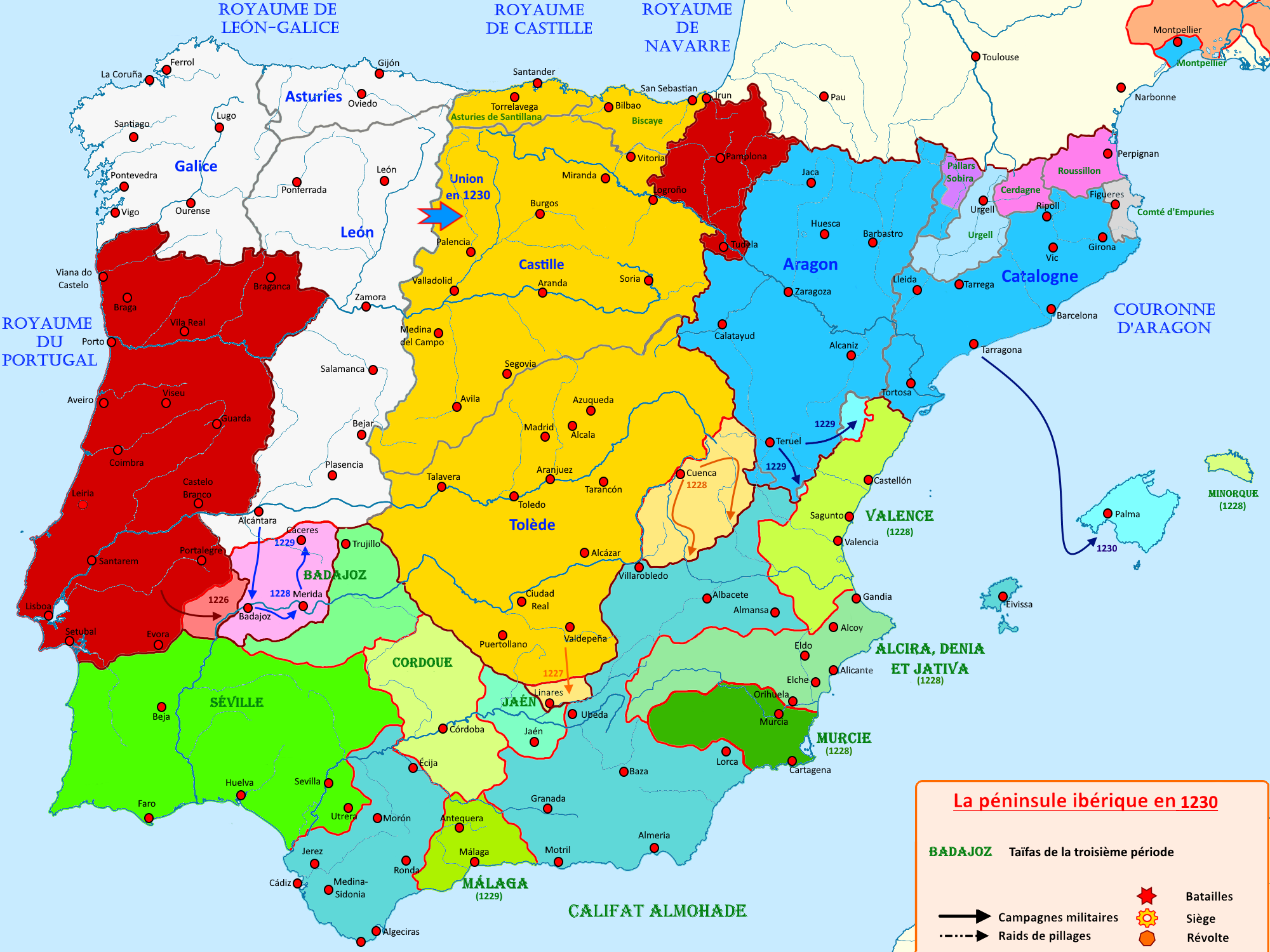
Le royaume de Castille (en jaune) à la veille de l'unification, 1224-1230

## Acception actuelle
Aujourd'hui, le nom de Castille existe dans deux communautés autonomes d'Espagne : Castille-La Manche et Castille-et-León. La communauté autonome de Castille-La Manche a pour capitale Tolède et comprend les provinces d'Albacete, de Ciudad Real, de Cuenca, de Guadalajara et de Tolède. Sa superficie est de 79 300 km2, pour une population de 1 700 000 habitants.
La communauté autonome de Castille-et-León a pour capitale Valladolid et comprend les provinces d'Ávila, de Burgos, de León, de Palencia, de Salamanque, de Ségovie, de Soria, de Valladolid et de Zamora. Sa superficie est de 94 200 km2 pour une population de 2 800 000 habitants.
La province de Madrid fut constituée seule en communauté autonome (la Comunidad de Madrid), bien qu'elle se situe en plein cœur de la Castille.
La Castille est la région la moins densément peuplée d'Espagne. Les pueblos, les villages, établis sur les points d'eau, sont très éloignés les uns des autres.

## Héraldique

Rois de Castille : de gueules au château d'or ouvert et ajouré d'azur
Rois de Castille et de León : écartelé en 1 et 4 de Castille et en 2 et 3 de Léon (1230-1284)
1284-1390
1390-1406
1406-1500
1500-1700

## Héritage
Encore aujourd'hui, les enfants de la famille royale portent le titre de princes des Asturies et ce, uniquement depuis l'arrivée sur le trône de Castille de la dynastie Trastamare, en 1369. L'actuelle princesse des Asturies est Leonor, fille aînée du roi Felipe VI.